# Nanmei Lahuzu Xiang
Nanmei Lahuzu Xiang (kinesiska: 南美, 南美拉祜族乡) är en socken i Kina. Den ligger i provinsen Yunnan, i den sydvästra delen av landet, omkring 310 kilometer sydväst om provinshuvudstaden Kunming.
Genomsnittlig årsnederbörd är 1 293 millimeter. Den regnigaste månaden är juli, med i genomsnitt 351 mm nederbörd, och den torraste är februari, med 8 mm nederbörd.